# Teleambiente
Teleambiente (auch Teleambiente TV) ist ein privatrechtliches Spartenprogramm, welches via DVB-T in den Regionen Latium, Umbrien, Abruzzen und Kampanien zu empfangen ist.  Gesendet werden hauptsächlich Dokumentarfilme, Filme und Serien aus den 80er-Jahren und Teleshopping, letzteres vorwiegend nachts und abends während der Werbepause.
Der Sender selbst spricht davon, dass sein Programm in erster Linie aus Informationsprogrammen bestehe, die von Verbraucherverbänden, Umweltverbänden, Vegetariern, Veganern, Tierschützern und Ökologen zum Schutz des Territoriums und der Artenvielfalt erstellt werden würden.

## Empfang
Der Sender ist via DVB-T im Großraum Rom auf Kanal 29 zu empfangen. Gesendet wird zudem vom digitalen terrestrischen Kanal 78 live in Latium, Umbrien, Grosseto und Siena. Im Live-Streaming ist TeleAmbiente auf jedem digitalen Gerät sichtbar, das mit dem Internet verbunden ist, einschließlich derer, die über das Mobilfunknetz surfen.

## Gründung
Gegründet wurde der Sender 1991 als erster eigenständiger Kanal, der Umweltpolitik in sein Programm aufnahm.